# Psychoronia costalis
Psychoronia costalis là một loài Trichoptera trong họ Limnephilidae. Chúng phân bố ở miền Tân bắc.